# Liste der offiziellen staatlichen Wasserfahrzeuge der Bundesstaaten der Vereinigten Staaten
Folgende Bundesstaaten der USA haben seit 1962 mindestens eines oder mehrere Wasserfahrzeuge zum offiziellen Official State Watercraft („Wasserfahrzeug“) erhoben.
Diese Wasserfahrzeuge gelten als bundesstaatliche Wahrzeichen in den jeweiligen Bundesstaaten der Vereinigten Staaten.
| Bundesstaat    | Wasserfahrzeug                                  | Jahr der Ernennung | Bild |
| -------------- | ----------------------------------------------- | ------------------ | ---- |
| Alabama        |                                                 |                    |      |
| Alaska         |                                                 |                    |      |
| Arizona        |                                                 |                    |      |
| Arkansas       |                                                 |                    |      |
| Colorado       |                                                 |                    |      |
| Connecticut    | Nautilus                                        | 1983               |      |
| Connecticut    | Freedom Schooner Amistad                        | 2003               |      |
| Delaware       |                                                 |                    |      |
| Florida        |                                                 |                    |      |
| Georgia        |                                                 |                    |      |
| Hawaii         |                                                 |                    |      |
| Idaho          |                                                 |                    |      |
| Illinois       | Piroge                                          | 2016               |      |
| Kalifornien    | Californian                                     | 2003               |      |
| Kansas         |                                                 |                    |      |
| Kentucky       |                                                 |                    |      |
| Louisiana      | Piroge                                          | 2012               |      |
| Maine          |                                                 |                    |      |
| Maryland       |                                                 |                    |      |
| Maryland       | USS Skipjack                                    | 1985               |      |
| Massachusetts  |                                                 |                    |      |
| Michigan       |                                                 |                    |      |
| Minnesota      |                                                 |                    |      |
| Mississippi    |                                                 |                    |      |
| Missouri       |                                                 |                    |      |
| Montana        |                                                 |                    |      |
| Nebraska       |                                                 |                    |      |
| Nevada         |                                                 |                    |      |
| New Hampshire  |                                                 |                    |      |
| New Jersey     | Schooner „A.J. Meerwald“                        | 1998               |      |
| New Mexico     |                                                 |                    |      |
| New York       |                                                 |                    |      |
| North Carolina | Shad Boat                                       | 1987               |      |
| North Dakota   |                                                 |                    |      |
| Ohio           |                                                 |                    |      |
| Oklahoma       |                                                 |                    |      |
| Oregon         |                                                 |                    |      |
| Pennsylvania   | Brig „Niagra“                                   | 1988               |      |
| Rhode Island   | SSV Oliver Hazard Perry                         | 2012               |      |
| Rhode Island   | Nachbau der Providence                          | 1993               |      |
| South Carolina |                                                 |                    |      |
| South Dakota   |                                                 |                    |      |
| Tennessee      |                                                 |                    |      |
| Texas          | USS Texas                                       | 1995               |      |
| Texas          | Elissa                                          | 2006               |      |
| Utah           |                                                 |                    |      |
| Vermont        |                                                 |                    |      |
| Virginia       | Chesapeake Bay deadrise                         | 1988               |      |
| Virginia       | Nachbau der Susan Constant, Godspeed, Discovery | 1988               |      |
| Washington     | MV President Washington                         | 1983               |      |
| Washington     | The Lady Washington                             | 2007               |      |
| West Virginia  |                                                 |                    |      |
| Wisconsin      |                                                 |                    |      |
| Wyoming        |                                                 |                    |      |

## Weblink
- Übersicht der einzelnen Liste der offiziellen staatlichen Wasserfahrzeuge der Bundesstaaten der USA (engl.)